# サイゼリヤ

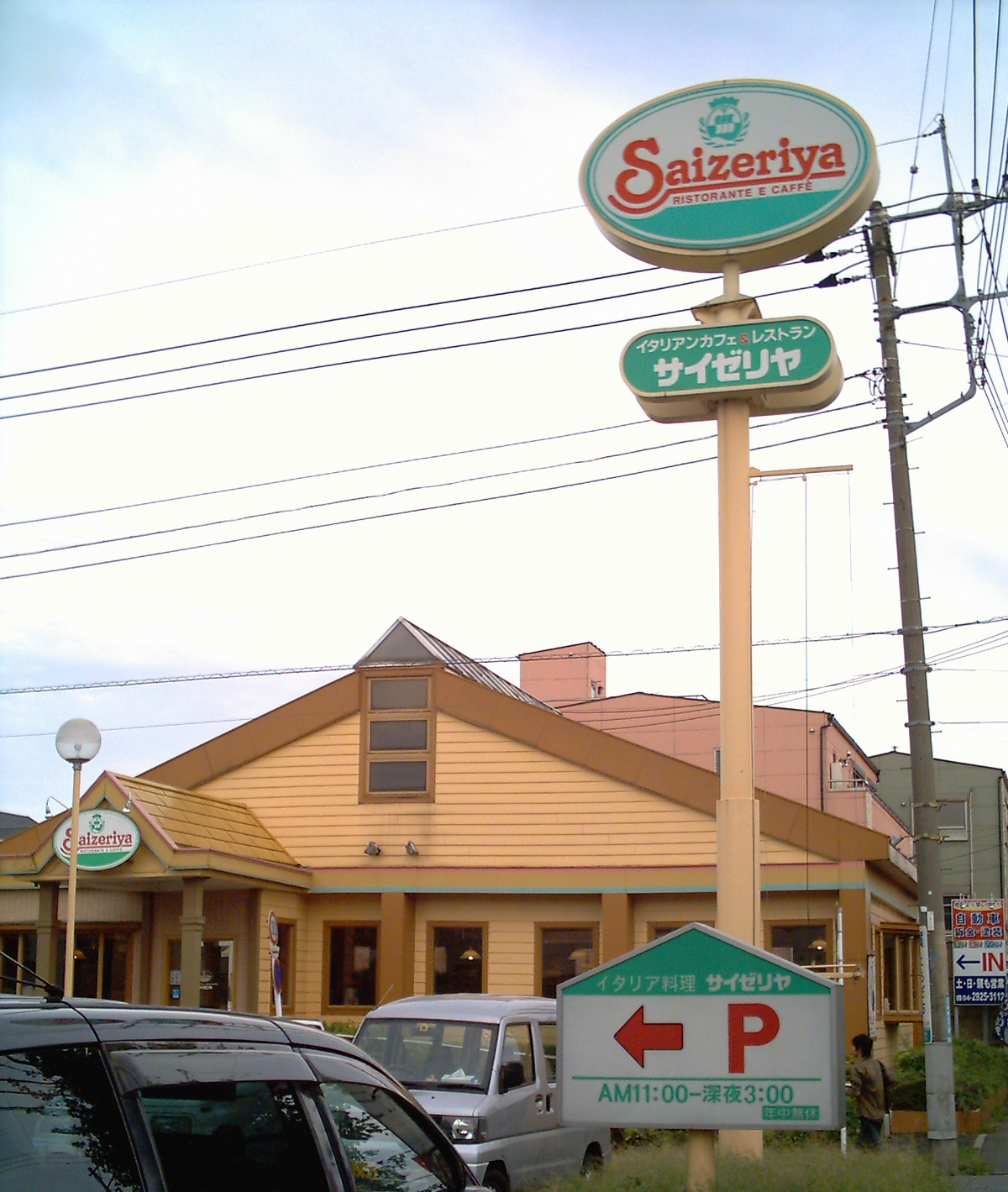
サイゼリヤ所沢店（埼玉県所沢市）

株式会社サイゼリヤ（英: SAIZERIYA CO., LTD.）は、埼玉県吉川市に本社を置き、イタリアンファミリーレストラン「サイゼリヤ」を運営する日本の企業。1970年代の日本のファミリーレストラン草創期にチェーン展開を開始した企業である。
正しい表記は「サイゼリヤ」で、アルファベットでの綴りも「SAIZERIYA」だが、「サイゼリア」と書かれてしまうことがある。

## 概要

### 特徴
徹底したコストダウンを通じて低価格メニューを充実させ、近年苦戦が続く外食産業の中でも注目を集める。
主要な客層は若年層 で、「サイゼ」の愛称で親しまれている。
全店でのドリンクバー導入に加え、グラタンやピザ、ドリアなどのテイクアウト可能な料理を「お持ち帰りメニュー」として提供している。アルコール類では十数種のワインを備えて他のチェーン店との差別化を図っている。

### 運営会社
株式会社サイゼリヤは2022年（令和4年）8月時点、イタリア料理「サイゼリヤ」を国内1,069店舗のほか、海外でも474店舗を運営している。「日本を真に豊かな国にするお手伝いをする」を企業理念とし「スパゲッティをラーメンと同じ価格で提供」することを念頭に、ポピュラープライスと呼ばれる価格相応かつ期待外れに終わらない価格帯とメニュー構成で「安くて美味しいもの」を提供することをポリシーとしている。
生産・流通システムの構築を目指し、福島県白河市に100万坪のサイゼリヤ農場を持つ。またカミッサリー（食品加工・流通工場）を福島県、埼玉県、神奈川県（店舗も併設）、兵庫県に持つ。

### 海外展開
2012年（平成24年）12月、中華人民共和国（中国）広州市に全額出資の現地法人「広州サイゼリヤ食品」を設立した。翌年1月稼働の食品工場を運営し、広州市内の38店舗にピザやホワイトソースを供給する。資本金は300万ドル（約2億4,600万円）。サイゼリヤはこれまで中国本土の店舗運営を担う現地法人3社を北京、上海、広州で設立している。
「中国の人たちにイタリアンを安くておいしく食べてもらいたい」という設立主旨を徹底して訴え、合弁事業ではなく独立資本（100%出資）として認可された、国外資本では数少ない受け入れ例となっている。中国では2024年現在、スパゲッティが15元から22元（約325円から475円）で提供されている。
2025年5月8日にはベトナム１号店をホーチミン市内のショッピングセンターに出店、東南アジアではシンガポールに次ぐもの。また、2025年9月にはオーストラリアに現地法人を設立して2026年に出店することを計画している。
このほか日本国外の拠点として、オーストラリアのメルボルン郊外に40万坪の工場（サイゼリヤ オーストラリア Saizeriya Australia Pty. Ltd.）を設立し、2002年より生産を行っている。

## 歴史
現会長である創業者の正垣泰彦が、東京理科大学在学中に創業を決意、父親に自分が創業するのを伏せて、千葉県市川市八幡（本八幡）にあるフルーツパーラーを居抜きで購入してもらう。このフルーツパーラーの名前が「サイゼリヤ」だった。そして、1967年（昭和42年）に洋食店に変えて「サイゼリヤ」を創業する。
しかし、その7か月後に酔っ払いの喧嘩がもとで火事で店が全焼し休業となる。休業期間中に渡欧して各国で飲食店を色々見て歩き、これからはイタリア料理の人気が出ると判断し、洋食店からイタリア料理専門店に転換して店を再開したが、客足はぱったりと途絶えてしまった。その原因は価格にあると考え、メニューを3割引、5割引と下げたが反応は芳しくなく、全て7割引で販売するという行動に打って出る。この判断が見事的中し「サイゼリヤ」は行列が出来るほどの大繁盛となり、サイゼリヤを低価格路線に乗せて現在の地位を確立していく。
1973年（昭和48年）5月、株式会社マリアーヌ商会を市川市八幡に設立。それまで営業していた「レストランサイゼリヤ」のチェーン展開を開始し、千葉県を中心に出店を続けた。1987年（昭和62年）、商号を株式会社マリアーノに、1992年（平成4年）には株式会社サイゼリヤに変更した。
2013年（平成25年）11月には国内1000店舗出店を達成。これはファミリーレストラン業界ではガスト以来であった。出店形式はビルイン型、ロードサイド、ピロティ型のほか、商業ビル・駅ビルへのテナント出店など、好立地なら物件を問わず、特に首都圏への出店を積極的に続けている。また、他社の競合店などが撤退した跡地に居抜き出店する際は看板などもそのまま利用するため、店舗の設計やロゴマークが描かれたポールサイン（看板）の形状は多彩である。
2003年（平成15年）6月に中国の上海市にて100%子会社の上海薩莉亜餐飲有限公司を設立したのを皮切りに、上海、南京、蘇州、広州、北京といった中国国内のほか、香港、台湾、シンガポールに店舗を展開している。特に中国ではサイゼリヤにおける日本色が薄いことや中国限定のローカルメニューなどが人気を博し、2024年（令和6年）8月期中間決算での営業利益は全体の7割弱となる40億7400万円を中国本土の事業で稼いだとしている。
2005年（平成17年）8月24日からファーストフード店の「イート・ラン」を運営していたが、2010年（平成22年）に全ての店舗が閉店した。このほか、ファストカジュアル店の「スパQ＆TacoQ」「サイゼリヤEXPRESS」の運営も行っていたが、こちらも2020年（令和2年）時点では現存しない。一方で2016年（平成28年）から新たにファーストフード店の「Spaghetti Mariano（スパゲッティ マリアーノ）」の運営を開始している。
2006年（平成18年）10月に発表されたサイゼリヤの既存店売上高が8年ぶりにプラスを計上した。同年年8月期の既存店売上高は前期と比べて3%増（客数が2.1%増、客単価も0.8%増）となった。既存店の業績低迷について従来は新規出店による売上げの増加でカバーしてきたが、メニューの品質向上やサービス向上などの成果が各店の固定客と売上増加に繋がったとされる。

### サイゼリヤ1号店教育記念館

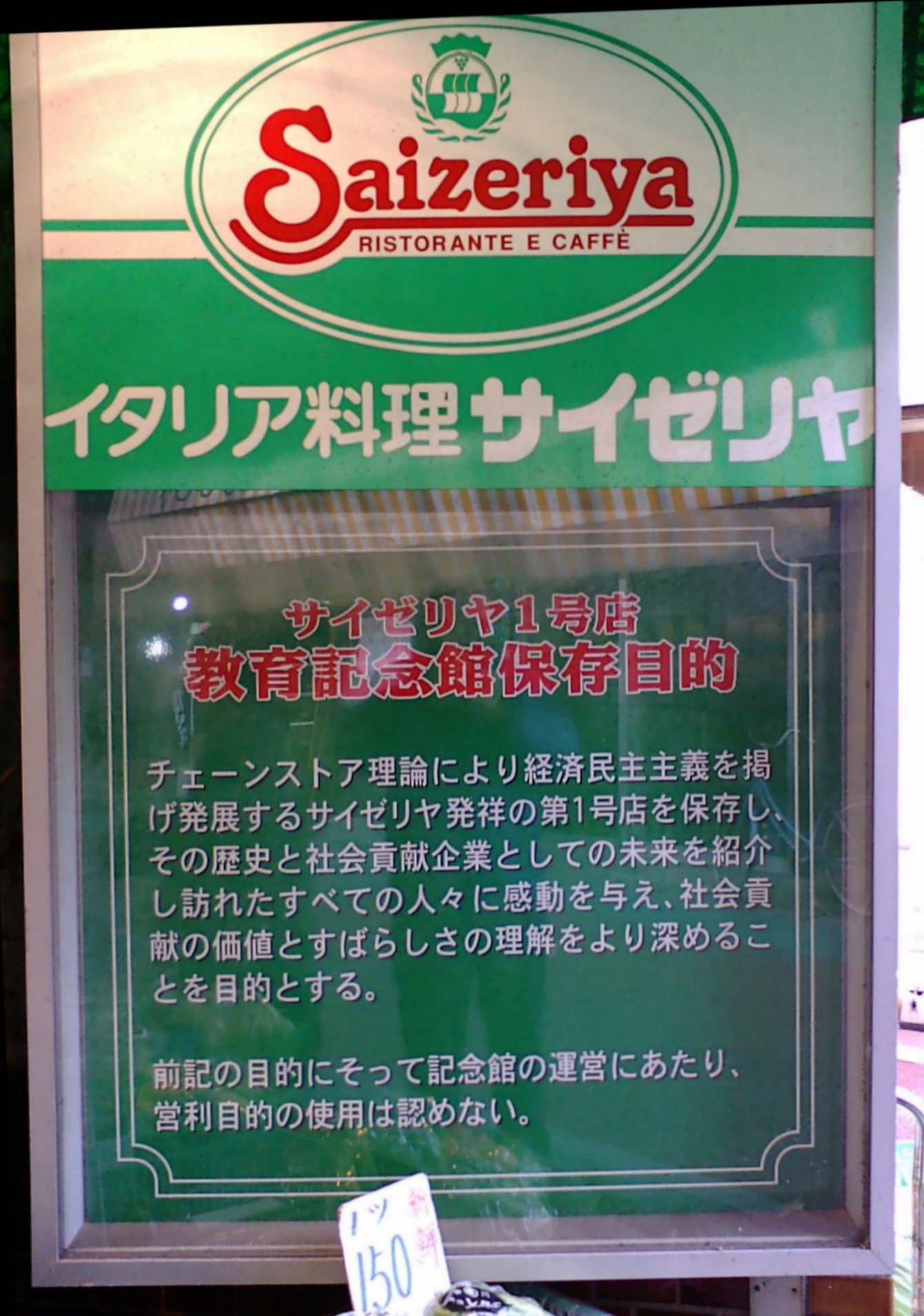
サイゼリヤ1号店教育記念館にある閉店当時の看板

市川市八幡のサイゼリヤ1号店は2000年（平成12年）2月に閉店したが、千葉県中小企業家同友会市川浦安支部の協力もあり、現在はサイゼリヤ1号店教育記念館として保存されている。正垣は取り壊すべきだと当初考えたが、地元企業社長らが保存を働きかけた。内部には手書きメニュー、新聞・雑誌の紹介記事、年表、写真、実際に使われた調理器具や敢えて洗っていない皿などがある。八幡地域の都市再開発に伴い、2027年（令和9年）までに閉鎖し、取り壊す予定であるが代替の記念館については未定としている。

### 沿革

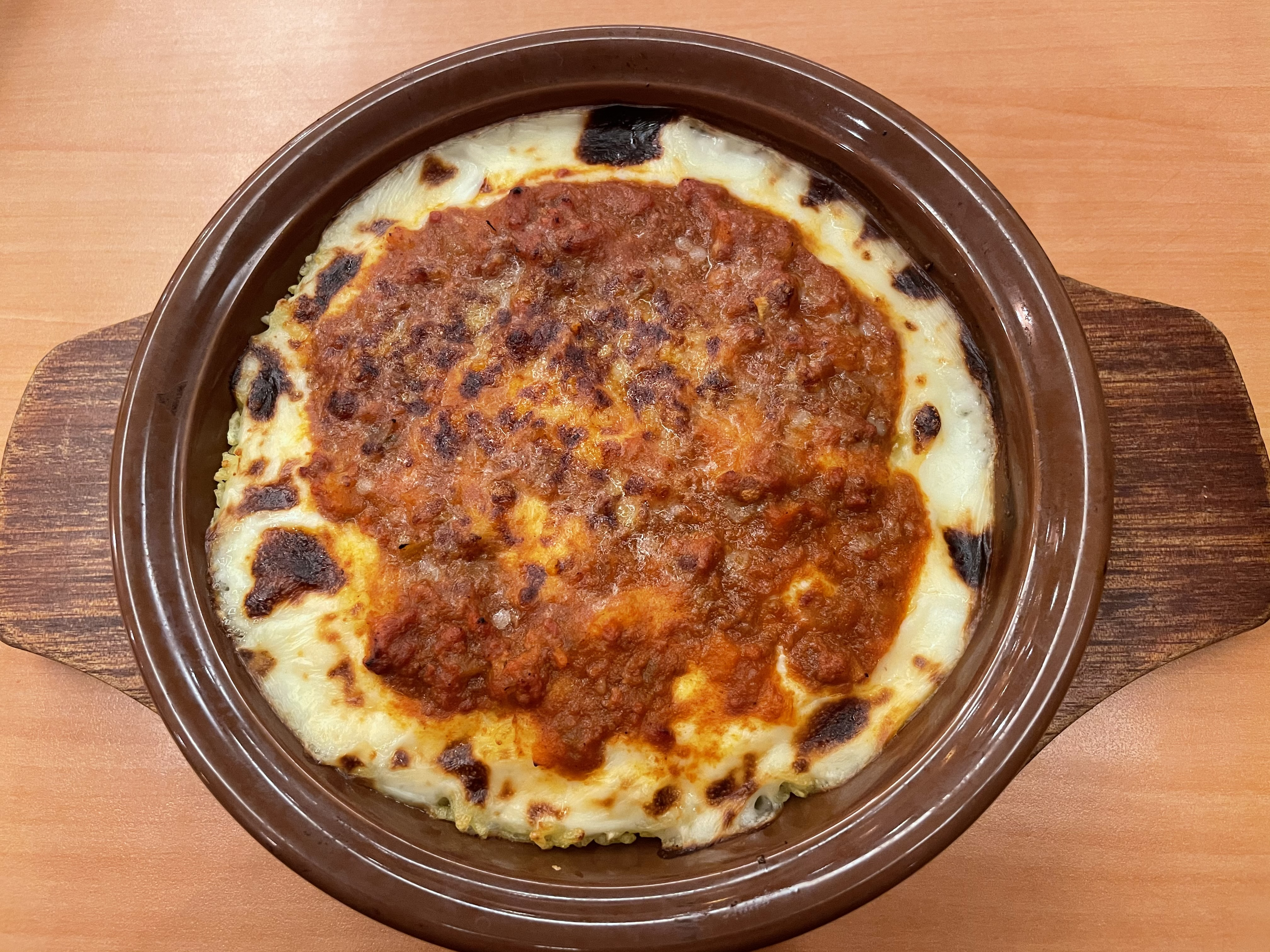
定番メニューの一つであるミラノ風ドリア

- 1968年（昭和43年）4月：正垣泰彦が「サイゼリヤ」の店舗を譲り受け、個人営業を開始。
- 1973年（昭和48年）5月：個人営業から法人化。株式会社マリアーヌ商会を設立。
- 1977年（昭和52年）12月：店舗化を開始。
- 1981年（昭和56年）4月：初のショッピングセンター内店舗（ららぐるめ店、ららぽーと内）を出店。
- 1983年（昭和58年）5月：千葉県市川市市川一丁目13番32号に本社を移転。
- 1987年（昭和62年）3月：初の駅ビル内店舗（シャポー本八幡店）を出店。
- 1987年（昭和62年）4月：商号を株式会社マリアーノに変更。
- 1987年（昭和62年）10月：オーダーエントリーシステムを導入。
- 1989年（平成元年）9月：初の郊外型ロードサイド型店舗（柏水戸街道店）を出店。
- 1991年（平成3年）10月：千葉県船橋市浜町二丁目1番1号（ららぽーと三井ビル）に本社を移転。
- 1992年（平成4年）9月：商号を株式会社サイゼリヤに変更。
- 1994年（平成6年）7月：100号店を出店（江の島店）。
- 1997年（平成9年）10月：埼玉県吉川市旭2番地5に吉川工場を建設。本社を同地に移転。
- 1998年（平成10年）4月23日：株式を店頭登録市場（現・ジャスダック）に店頭公開[22]。
- 1999年（平成11年）7月：東京証券取引所2部に上場。
- 2000年（平成12年）8月：東京証券取引所1部に指定替え。
- 2001年（平成13年）10月：500号店を出店（峡南店）。
- 2003年（平成15年）12月：中国1号店を上海にオープン（同社における初の日本国外進出）[11]。
- 2005年（平成17年）8月：新業態のファストフード店（ハンバーガー）「イート・ラン」1号店として、十条店を出店。
- 2005年（平成17年）11月：新業態のファストカジュアル店「スパQ&TacoQ」1号店として、ビバモール埼玉大井店を出店。
- 2007年（平成19年）4月：新業態のファストカジュアル店（低価格スパゲッティ）「サイゼリヤEXPRESS」1号店として、ぐりーんうぉーく多摩店を出店。
- 2009年（平成21年）2月：デリバティブ取引の損失により会社設立以来初の税引き後赤字に転落する見通しとなったため、社長退任を発表。
- 2010年（平成22年）3月：九州1号店のトリアス店（福岡県糟屋郡久山町）を出店、九州地区の店舗展開を開始。
- 2012年（平成24年）6月：北海道2号店の札幌駅北口店をオープンし、道内の多店舗展開を開始。
- 2012年（平成24年）6月：1000号店を出店（フォレオ大阪ドームシティ店）。
- 2013年（平成25年）11月：国内1000店舗を達成（イトーヨーカドー鎌ヶ谷店）。
- 2016年（平成28年）7月：新業態のファストフード店（パスタ）「Spaghetti Mariano（スパゲッティ マリアーノ）」の1号店（日本橋茅場町店）を出店。
- 2019年（令和元年）6月：全席禁煙化[23][24]。
- 2020年（令和2年）7月1日：グランドメニューを改定、端数が出ない価格に変更するとともに、キャッシュレス決済を導入[25][26][27]。
- 2022年（令和4年）12月23日：四国1号店となるイオンモール綾川店（香川県綾歌郡綾川町）を出店[28][29]。

## 店舗

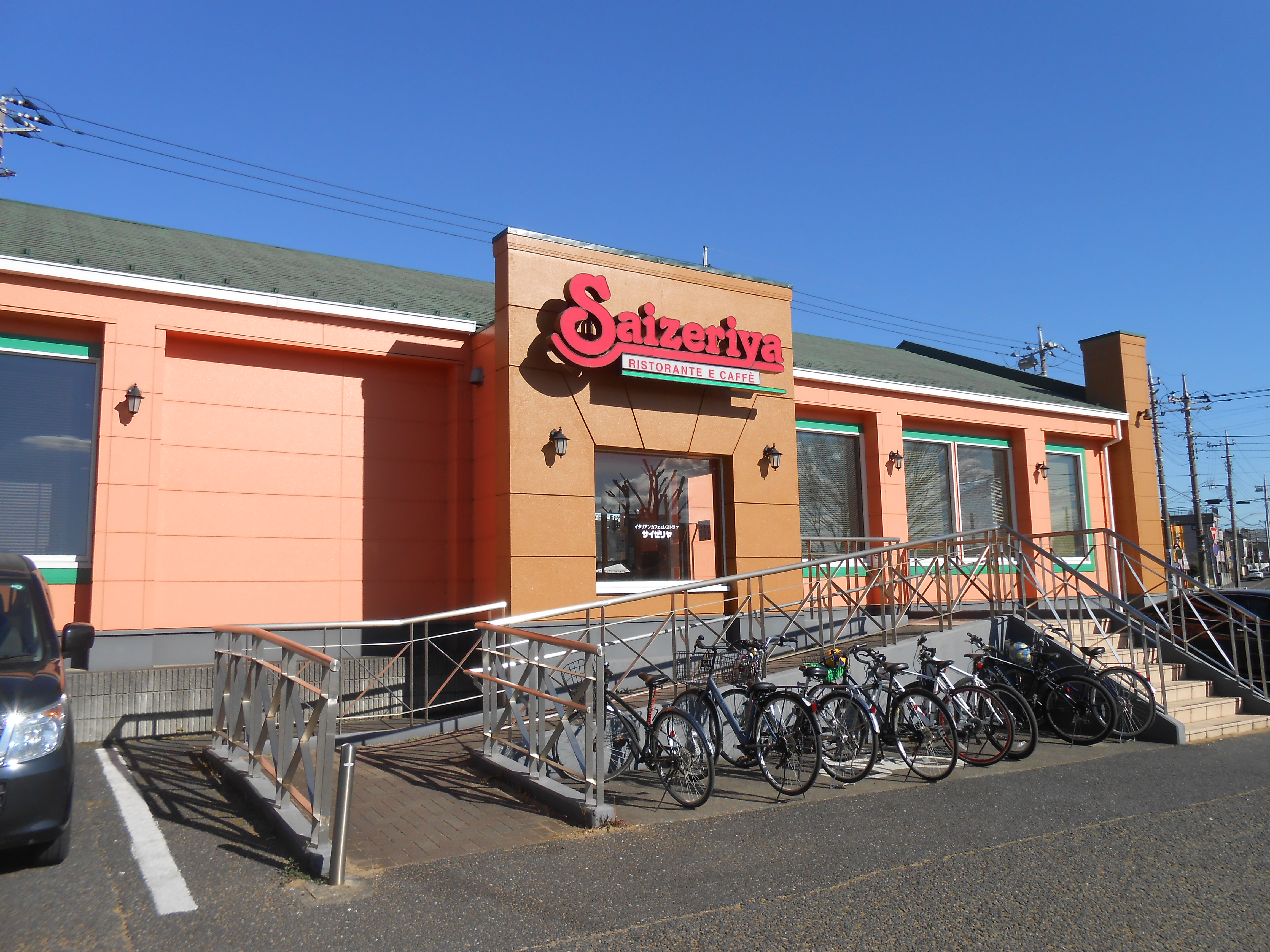
店舗と駐輪場（千葉鵜の森店）

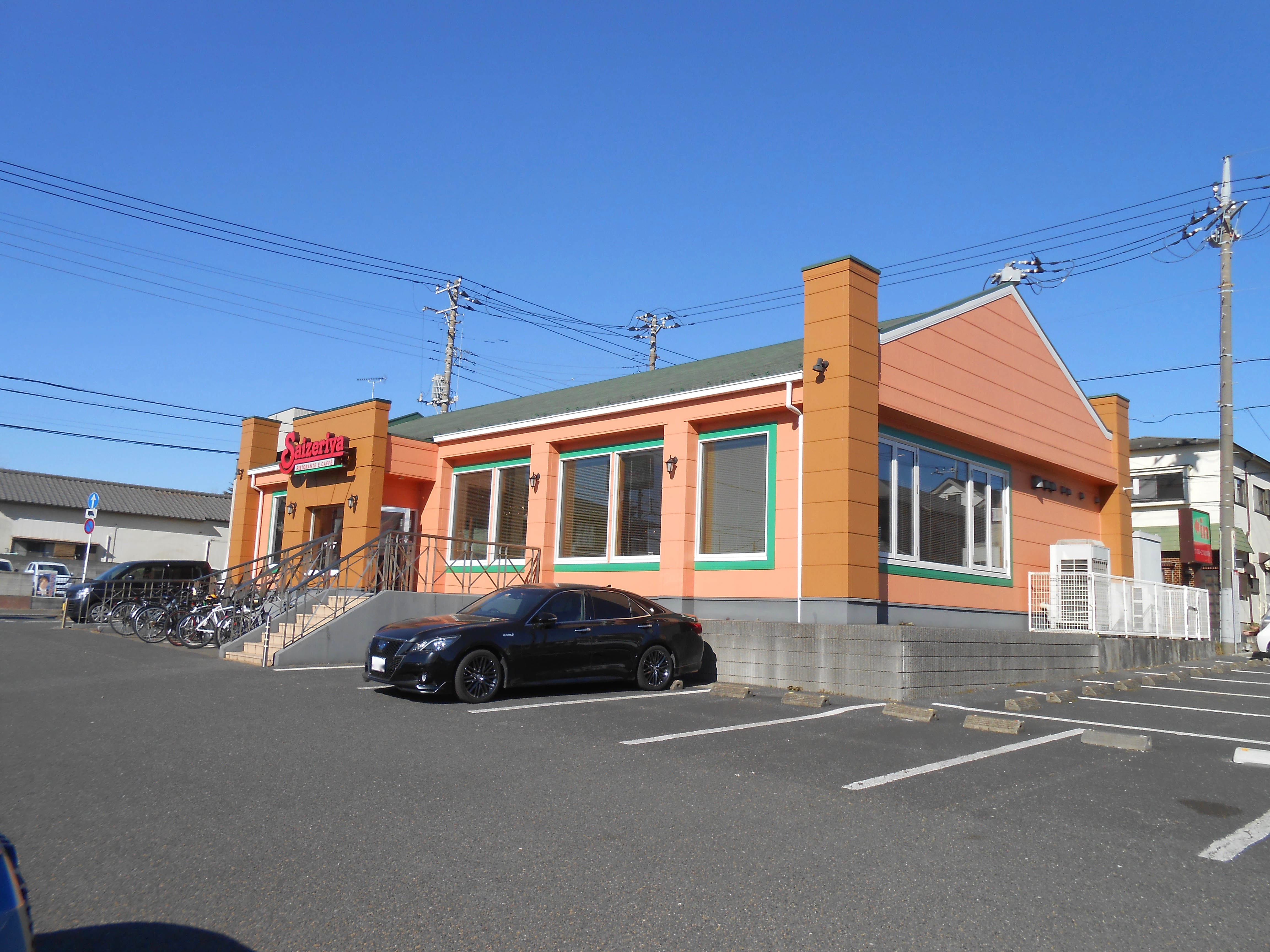
店舗と駐車場（千葉鵜の森店）

### 出店地域
三大都市圏を中心に展開している。
出店の遅れていた九州・山口地方も2010年（平成22年）の福岡県出店を皮切りに、山口県には2013年（平成25年）11月に、佐賀県には2017年（平成29年）12月に、熊本県にも2018年（平成30年）11月に、大分県も2024年（令和6年）12月に、それぞれ初出店している。北海道については1992年（平成4年）に新札幌駅ビル内に初出店して以来、全く出店していないため1店舗しかなかったが、2012年（平成24年）6月7日に約20年ぶりとなる2号店として札幌駅北口店をオープンし、本格的な店舗展開を開始した。四国地方については2022年（令和4年）12月23日に四国初となる店舗を香川県、2024年（令和6年）10月10日には徳島県、同年11月15日には愛媛県にそれぞれ初出店した。東北地方については2023年（令和5年）5月31日に最後の未出店地域だった青森県にも初出店を果たした。同店の出店により、サイゼリヤは本州の全ての都府県に出店することとなった。
店舗展開については一定の領域に集中して開店する「地域ドミナント」方式を基本とする。これは特定の鉄道路線や幹線道路に沿って順次新店舗を開店する「路線ドミナント」とは異なり、一定の面積における外食企業としての優位性確立を企図したものである。一例として2016年（平成28年）11月時点、山手線では大塚駅の東から西日暮里駅の西までの間には全く店舗が存在しなかった。その後2021年（令和3年）3月に巣鴨店が新規開店した。

### 店舗内装
店舗内装の側面にはルネサンス期の絵画が飾られるほか、天井などにイタリア・ルネサンスを連想される絵が描かれている。低価格メニューを主力にしているが、内装・調度品などを工夫し、利用客が食事を楽しめる空間を提供している。
内装に用いられるルネサンス絵画は以下のもの。
- フラ・アンジェリコ『受胎告知』（1437年から1446年頃制作）
- サンドロ・ボッティチェリ『プリマヴェーラ』（1482年頃制作）
- サンドロ・ボッティチェリ『ヴィーナスの誕生』（1483年頃制作）
- ドメニコ・ギルランダイオ『最後の晩餐』（1482年/1486年制作）
- ミケランジェロ・ブオナローティ『アダムの創造』（1511年頃制作）
- ラファエロ・サンティ『システィーナの聖母』より2天使像（1513年から1514年頃制作）

### 支払方法
以前は、店舗の運転資金を確保する観点からクレジットカードや電子マネー、ジェフグルメカードなどといったキャッシュレス決済の導入が遅れており、大半の店では基本的に現金以外の支払い方法は不可能であった。現在では、多くの店舗でクレジットカードや交通系電子マネーの使用が可能となっている。
- 大阪南港ATC店では電子マネーiD、PiTaPaが使用可能。
- イオン系のSCにテナントとして入居している店舗ではWAON・JR系IC乗車券（及び相互利用可能なIC乗車券）等が使用可能。イオンモール甲府昭和、イオンタウン吉川美南、武蔵小金井、アトレ秋葉原2、ビッグボックス高田馬場など、上述の電子マネーに加えてクレジットカードも使える店舗もある。イトーヨーカドー船橋店の場合は電子マネーは使えないがクレジットカードは使える。

2019年（平成31年）7月から東京都内の6店舗で、現金払いでのお釣りを2％増額したAmazonギフト券で受け取れるサービスを実施している。飲食代金の合計金額が消費税込み200円以上でお釣り金額が9,800円以下、個別会計時は対象外などの条件があるほか、Amazonギフト券を第三者に転売することは禁じられている。
2020年（令和2年）6月、新型コロナウイルス感染症流行による接触感染防止、会計時間短縮などの観点から、同年7月1日より釣り銭の出にくい価格設定（例：299円→300円 、169円→150円など）に変更、併せてキャッシュレス決済を順次導入することを発表。同年8月からはキャッシュレス決済の導入店を広げることを発表した。
2024年（令和6年）までは株主優待として、100株以上を継続保有している株主に対して「お食事券」 が提供されていた。

## 連結子会社
- SAIZERIYA AUSTRALIA PTY.LTD.：食材製造。
- 上海薩莉亜餐飲有限公司：上海市内での店舗展開。
- 広州薩莉亜餐飲有限公司
- 台灣薩莉亞餐飲股份有限公司（台湾）
- 北京薩莉亜餐飲管理有限公司
- HONG KONG SAIZERIYA CO.LIMITED（香港）
- SINGAPORE SAIZERIYA PTE.LTD.（シンガポール）

過去の関連会社
- 株式会社アダツアーズ・ジャパン：旅行業、食品輸入販売。元非連結子会社。2017年（平成29年）にグループから独立[37]。

## メディア出演
- 2007年（平成19年）3月24日に放送された『惑星ジャパ〜ン!』（日本テレビ[注釈 4]）の1コーナーで、「サイゼリヤはどこまで本場イタリアンか?」と題したコーナーが放送された。これは5人のイタリア人が実際に海浜幕張住友ビル店を訪れ、「どのメニューが最も「本場の味」に近いのか?を検証する内容。結果、イタリア本国の本場の味に近いとしてイタリア人達が答えたメニューは、1位：プロシュート、2位：リブステーキ、3位：フォッカチオだった。このほか、ミラノ風ドリア、粗挽きグリルソーセージ、モッツァレラトマトも評価が高かった。ちなみに、本場の味にもっとも近くないメニューとされたものは、ハヤシ&ターメリックライスであった。
- 2008年（平成20年）7月18日に放送された『ランキンの楽園』（毎日放送）では、ほぼ全メニューを食べてランキングを行った。これらの放送で採り上げられたランキングは、サイゼリヤ公式サイト内の「サイゼリヤのおいしい使い方」で同社からの御礼コメントとともに紹介されている。
- 2008年9月14日放送の『がっちりマンデー!!』（TBS）には当時の社長である正垣泰彦が出演した。
- 『日経スペシャル カンブリア宮殿』の「安さ美味さで客は来る！」（2009年9月14日、テレビ東京）に会長 正垣泰彦が出演[38]。

## 不祥事

### メラミン検出問題
2008年（平成20年）10月19日、サイゼリヤは自主検査により、中国のメーカーに生産委託していた冷凍ピザ生地の一部から微量（一日摂取許容量の60分の1、健康への影響なし）のメラミンを検出したため、厚生労働省に報告したと発表した。同年9月下旬に自主検査を始めたものの、他社でメラミン混入が相次いだこともあり、同年10月3日より使用するピザ生地を切り替え、同月16日に混入が発覚した。同月21日、「対象のピザを食べた可能性のある客すべてに代金を返還する」と発表（返還期限は同月28日まで）したほか、東日本の542店舗でピザの販売を中止した。返還はレシートを持参しない場合も申し出があれば原則として返金に応じるとしたが、最終的な返還総額は予想の8千万円を大きく下回る1千万円程度であった。また、代金返還の過程で一部の客が飲食したことを偽り金を騙し取るという事件も発生した。なお、返還期限を過ぎた後も、レシートを持参した場合は返金に応じるとしている。同年11月5日、中止していたピザの販売を一部店舗で再開したが、生地は国産のものに切り替えている。

### デリバティブ巨額損失事件
2008年（平成20年）、BNPパリバ銀行と行った豪ドルの通貨スワップ取引で140億円の評価損を抱えた。11月21日にこの事実を発表、この取引がオーストラリア産食材の輸入に関する外国為替リスクを回避する目的だったものと釈明した。2009年（平成21年）2月10日にはこれを理由として創業者の正垣泰彦が社長退任を発表した。
結果、2009年（平成21年）8月期の通期連結決算は、売上高が前年同期比4.0％増、営業利益が同22.2％増にもかかわらず、経常損益は69億円の赤字、最終損益は48億円の赤字を記録した。

### 非正規従業員の自殺
サイゼリヤの関東地方の店舗で、正社員をめざして働いていた定時社員の20代女性が自殺したのは、上司であった当時副店長の既婚男性から望まぬ性交渉を強いられるなどのセクハラに加え、罵倒や無視といったパワハラ、自宅に上がり込まれるストーカー行為等を繰り返し受けたことが原因として、遺族が2015年（平成27年）7月21日に同社と副店長、会長・社長を含む同社役員6人を相手取り、合計約9,800万円の損害賠償を求める訴訟を東京地方裁判所に起こした。
副店長は女性との性的関係を認めたため、権力関係を利用したセクハラであったかどうかが争点となった。遺族は女性のパソコンに残された日記の内容を根拠としてセクハラがあったと主張し、会社のセクハラ対策も不十分だったと指摘した。
裁判所からの和解案提示を受け、サイゼリヤ側は「訴訟の提起と報道により受けた社会的・経済的信用低下の回復のため訴訟を継続してきたが、当社の要望がほぼ採用された和解条項となった」として和解に応じる姿勢を示し、同社の弔慰金制度で定められた正社員と準社員の弔慰金の差額を支払うことで合意、2018年（平成30年）3月15日に会社と遺族の間で和解が成立した。和解内容にはそのほか、会社としてセクハラ防止に一層取り組むこと、和解により役員への訴訟と労災不支給認定への不服申立は取り下げることなどが盛り込まれた。また元副店長も別途弔慰金を支払うこととなった。

### 店長の他店舗窃盗事件
2021年（令和3年）2月26日、新型コロナ禍により時短営業となり給料が減額したサイゼリヤ昭島昭和店（東京都昭島市）の店長が、隣接する八王子市のサイゼリヤ八王子楢原店に侵入して金庫から現金約35万円を盗み、窃盗と建造物侵入容疑で逮捕されるという事件が発生した。店長は同年1月に応援で八王子楢原店に勤務した際に店舗と金庫室の鍵を盗み、約1週間後の1月23日未明に同店に侵入し現金を盗んだという。現場付近に設置されていた防犯カメラの映像により容疑者が浮上した。店長はパチンコ好きで多額の借金があり、警視庁の調べに対し「時短営業で給料が6万円ほど減り、ギャンブルなど浪費癖が激しく給料だけでは足りなかった。ローンの返済期限が1月末だったので盗んだ」などと容疑を認めている。

### カエル混入問題
2023年（令和5年）11月2日、『産経新聞』はサイゼリヤが運営している自社工場にて製造したサラダにカエルが混入している事案が計3件あったと報じた。翌3日、同社はこの事実を認め、神奈川県内の工場で製造し、東京都と神奈川県の3店舗で提供したサラダにカエルが混入していたとして、公式サイトにて謝罪した。

## 書籍

### 関連書籍
- 日経BP社『チャンスを先取りする人の思考法&仕事術 ジャパネットたかた、サイゼリヤ、ワタベウェディング 一人勝ち企業に学ぶ』（2009年6月29日、日経BP出版センター）ISBN 9784822265441
- 正垣泰彦『おいしいから売れるのではない 売れているのが おいしい料理だ』（2011年7月22日、日経BP社）ISBN 9784822233488
  - 正垣泰彦『おいしいから売れるのではない 売れているのが おいしい料理だ』（2016年8月1日、日本経済新聞出版社 日経ビジネス人文庫）ISBN 9784532198022
- 山口芳生『サイゼリヤ革命 世界中どこにもない“本物"のレストランチェーン誕生秘話』（2011年8月27日、柴田書店）ISBN 9784388153268
- 山本威一郎 著、東京理科大学出版センター 編『東京理科大学ユニーク人物列伝』東京書籍〈＜東京理科大学坊っちゃん科学シリーズ＞第7巻〉、2013年12月18日。ISBN 978-4487807673。 - ※正垣泰彦を含む20名を収録
- 村山太一『なぜ星付きシェフの僕がサイゼリヤでバイトするのか？ 偏差値37のバカが見つけた必勝法』（2020年8月19日、飛鳥新社）ISBN 9784864107655
- 堀埜一成『サイゼリヤ元社長がおすすめする図々しさ リミティングビリーフ自分の限界を破壊する』（2023年5月3日、日経BP社）ISBN 9784296202027
- 正垣泰彦『サイゼリヤの法則 なぜ「自分中心」をやめると、ビジネスも人生もうまくいくのか？』（2024年3月22日、KADOKAWA）ISBN 9784046066855
- 堀埜一成『サイゼリヤ元社長が教える 年間客数2億人の経営術』（2024年5月24日、ディスカヴァー・トゥエンティワン）ISBN 9784799330395